# Далекоисточни државни медицински универзитет
Далекоисточни државни медицински универзитет је високообразовна медицинска установа Министарства здравља и социјалног развоја Руске Федерације у граду Хабаровску у Хабаровској покрајини основана 1929. године.  На универзитету раде два дописна члана Руске академије медицинских наука, седам запослених су академици и дописни чланови Руске академије природних наука и других јавних академија. Од наставног особља највишу медицинску категорију има 186 лица, што указује на висок професионални ниво универзитетског особља. За обављање истраживачког рада, универзитет има централну истраживачку лабораторију која је уско повезана са одељењима универзитета заједничком реализацијом научних истраживања.

## Називи
- Далекоисточни државни медицински универзитет
- Федерална државна буџетска образовна установа високог образовања  Далекоисточни државни медицински универзитет Министарства здравља Руске Федерације
- Федерална државна буџетска образовна установа високог образовања ФЕСМУ Министарства здравља Русије

## Историја

### Предуслови
На оснивање Далекоисточног државног медицинског универзитета утицао је недостатак медицинског особља у првим годинама совјетске власти који је кочио даљи развој здравствене заштите на Далеком истоку Русије. Неколико медицинских факултета универзитета који су постојали с почетка 20. века у СССР-а није могло да обезбеди одговарајући број медицинског особља које је нерадо одлазило у удаљене регионе земље.
Далекоисточни (од 1939. - Хабаровски) државни медицински институт основан је на основу Уредбе Савета народних комесара РСФСР број 65 од 24. маја 1929. године, 7. децембра 1929. године. Те године Президијум регионалног извршног комитета одлучио је да оснује високошколске установе у граду Хабаровску, укључујући и отварање медицинског института, који је смештен у двоспратној згради некадашње средње школе која носи име. В. И. Лењина, и у којој је пре револуције постојала женска гимназија (сада друга академска зграда универзитета). Први спрат је био намењен настави а горњи спрат је био резервисан за хостел. До 1935. године на овог згради изграђена су још два спрата, тако да је зграда Института  постала четвороспратница.
У почетку је било тешко организовати регрутацију студената због чињенице да је међу становницима територије било врло мало младих људи са средњим (тада 9-годишњим) образовањем. 

### Почетак рад Државног медицинског института
Почев од 2. октобра 1930. године 106 студената прве године започело је планирану наставу. Број студената у Институту, како је приметио секретаријат Обласног комитета Свесавезне комунистичке партије бољшевика јануара 1932. године, знатно је заостајао за потребама региона за лекарима. Секретаријат Далкраиком-а обавезао је градске и окружне комитете КПСС (б) да обезбеде особље за рад института, а Регионални комитет Свесавезног лењинистичког савеза младих комуниста добио је инструкције да мобилише 200 комсомолаца за школовање на медицинском факултету.  
Године 1931. у институту је организован радни факултет (раднички факултет), 1932. године његово одељење је отворено у граду Артјому. Тада је на радничким факултетима организована предуниверзитетска обука будућих студената који у почетку нису имали средње образовање. Рабфак је трајао до 1938. године. Године 1932. на универзитету је отворено дописно одељење, које је потом претворено у вечерње одељење, које је постојало до 1935. године. Вечерње одељење је отварано још два пута (1965-1976 5 диплома; 1982-1990 - 2 дипломе доктора).
У првим годинама постојања универзитета није било довољно потребне опреме, наставних средстава, није било читаонице. Клинике су се заснивале на:
- регионалној болници са 150 кревета,
- железничкој болници са 50 кревета,
- психијатријској болници са 75 кревета,
- окружној војној болници са 150 кревета.

У једној клиничкој бази у почетку је обично радило неколико одељења. На  Катедри за факултетску хирургију постојала је и Катедра за болничку хирургију. Оба ова одељења водио је професор С.В. Геинатс. Међутим, све почетне тешкоће су успешно превазиђене, тако да су већ 1935. године у институту радила 23 одељења, а број студената је премашио 500. Исте године одржан је први дипломски испит, након кога је 70 студенатаје добило дипломе. Преосталих 36 студената који су примљени на универзитет 1930. године добило је дипломе средњих медицинских радника након завршене 3. године студија.
Током 2010-их, Далекоисточни државни медицински универзитет примио је по око 200 кандидата на један факултет, а Универзитет стекао квалификован кадар који своје знање и искуство преноси на млађе генерације будућих лекара. 
Тренутно Далекоисточни државни медицински универзитет има 4 студентска дома, за смештај  гостујућих студенте.

## Факултети
У саставу Далекоисточног државног медицинског универзитета се налазе следећи факултети:
- Медицински факултет
- Педијатријски факултет
- Стоматолошки факултет
- Медицинско-хуманистички факултет
- Фармацеутско-биомедицински факултет,[а]
- Факултет за високо образовање медицинских сестара са одсеком за средње специјализовано образовање
- Факултет за усавршавања и стручну преквалификацију специјалиста
- Факултет за предуниверзитетско образовање
- Факултет медицине и фармације

### Области обуке
| - Гинекологија и акушерство - Алергологија и имунологија - Анестезиологија-реаниматологија - Бактериологија - Вирологија - Гастроентерологија - Хематологија - Генетика - Геријатрија - Дерматовенерологија - Педијатријска кардиологија - Педијатријска онкологија - Педијатријска хирургија - Педијатријска ендокринологија - Дијететика - Додатно образовање деце и одраслих - Додатно стручно образовање - Заразне болести - Кардиологија - Клиничка лабораторијска дијагностика - Клиничка медицина - Клиничка психологија - Клиничка фармакологија - Терапеутска вежба и спортска медицина - Медицински менаџмент - Мануална терапија | - Медицинско-превентивно пословање - Медицинска биохемија - Неурологија - Неурохирургија - Неонатологија - Нефрологија - Општа пракса (породична медицина) - Онкологија - Здравствена организација и јавно здравље - Ортодонција - Оториноларингологија - Офталмологија - Патолошка анатомија - Педијатрија - Пластична хирургија - Психијатрија - Пулмологија - Радиологија - Реуматологија - Рендгенска ендоваскуларна дијагностика и лечење - Рефлексологија - Кардиоваскуларна хирургија - Неговање - Ургентна медиицина - Социјални рад - Стоматологија - Стоматологија за децу - Стоматологија опште праксе - Ортопедска стоматологија | - Превентивна стоматологија - Терапијска стоматологија - Стоматологија хируршка - Судско-медицински преглед - Терапија - Торакална хирургија - Трауматологија и ортопедија - Трансфузиологија - Ултразвучна дијагностика - Менаџмент и економија фармације - Урологија - фармацеутска технологија - Фармацеутска хемија и фармакогнозија - Апотекарство - Физиотерапија - Фтизиологија - Фундаментална медицина - Функционална дијагностика - Хирургија - Максилофацијална хирургија - Ендокринологија - Ендоскопија - Епидемиологија |